# Carlos Abdala (Politiker)
Carlos Abdala ist ein uruguayischer Politiker.
Carlos Abdala gehört der Partido Colorado an. Er saß in der 44. Legislaturperiode für wenige Tage vom 7. bis zum 17. November 1997 als stellvertretender Abgeordneter für das Departamento Montevideo in der Cámara de Representantes.